# Franjo Marković
‎Franjo Marković, hrvaški pedagog in filozof, * 26. julij 1845, Križevci, † 15. september 1914, Zagreb.
Marković je bil rektor Univerze v Zagrebu v študijskem letu 1881/82 in profesor filozofije na Filozofski fakulteti.